# Галай, Пелагея Ивановна
Пелагея Ивановна Галай (14 октября 1915, д. Арлёво, Любанский район, Белоруссия — 2005 год) — бригадир колхоза «Чирвоная змена» Любаньского района Бобруйской области, Белорусская ССР. Герой Социалистического Труда (1951).

## Биография
В 1936-41 на строительстве в Минске. С 1944 колхозница, звеньевая, бригадир по выращиванию кок-сагыза (1949-51), с 1959 заведующая птицефермой в колхозе «Красная смена» Любанского района.
В 1951 году бригада Пелагеи Галай собрала 68,5 центнеров кок-сагыза с каждого гектара на участке площадью 6,2 гектаров. Указом Президиума Верховного Совета СССР от 3 июля 1951 года за получение больших урожаев кок-сагыза удостоена звания Героя Социалистического Труда с вручением ордена Ленина и золотой медали «Серп и Молот».
Скончалась в 2005 году.

## Награды
Награждена двумя орденами Трудового Красного Знамени, медалями.